# 八女投江纪念地
八女投江纪念地又称八女投江殉难地，位于黑龙江省牡丹江市林口县。是为纪念八位在此牺牲的东北抗日联军女战士（八女投江）所修建的一系列纪念性建筑物。
1980年，经过调查确认林口县刁翎镇三家子村乌斯浑河畔为八名东北抗联女战士殉难地。1982年，林口县在此地修建八女投江烈士纪念碑，刻有“八女英魂光照千秋”八个字。由时任黑龙江省长、原东北抗联成员陈雷题字。1995年，重新修建纪念碑和纪念馆。纪念碑高10米，正面仍为陈雷原有题词。1999年2月1日，黑龙江省人民政府将八女投江纪念地为第四批黑龙江省文物保护单位。2005年，国家旅游局全国红色旅游工作协调小组列为全国红色旅游经典景区。2010年，中共黑龙江省委、省人民政府列为黑龙江省爱国主义教育基地。2014年，中国国务院以“八女投江”殉难地之名列入第一批国家级抗战纪念设施、遗址名录。